# Puybarban
Puybarban é uma comuna francesa na região administrativa da Nova Aquitânia, no departamento da Gironda. Estende-se por uma área de 5,59 km². Em 2010 a comuna tinha 437 habitantes (densidade: 78,2 hab./km²).